# 三縄駅
三縄駅（みなわえき）は、徳島県北西端部の三好市池田町中西にある、四国旅客鉄道（JR四国）土讃線の駅である。駅番号はD23。この付近の土讃線は吉野川に沿って敷設されており、当駅は吉野川の右岸に位置する。

## 歴史
当初は徳島本線の終点として開業し、1935年に当駅と豊永駅との間が開通したことで土讃線に所属が変更となった。

### 年表
- 1931年（昭和6年）9月19日：開業[2]。
- 1935年（昭和10年）11月28日：当駅と豊永駅の間が開通[2]、新たに設定された土讃線（当時は多度津・須崎間）の駅となる。
- 1970年（昭和45年）
  - 6月1日：小口扱い貨物の取り扱いを廃止[3]。
  - 10月1日：無人化[2][4]（簡易委託化)。同時に手荷物の取り扱いを廃止し小荷物の取り扱いを到着小荷物（特別扱新聞紙に限る。）に限定[3][5]。
- 1987年（昭和62年）4月1日：国鉄分割民営化に伴い、四国旅客鉄道（JR四国）の駅となる[6]。
- 時期不明：簡易委託解除。

## 駅構造

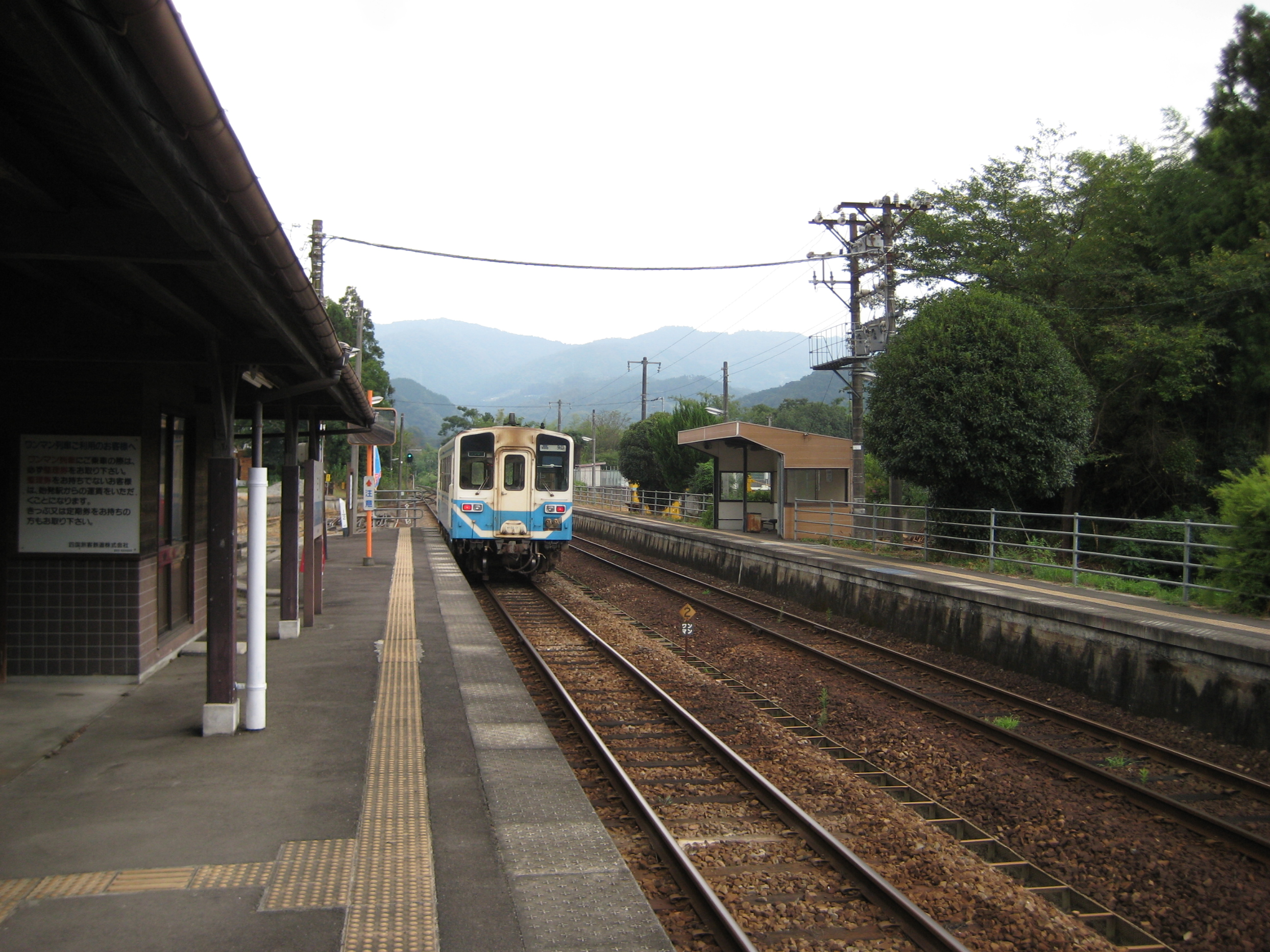
ホーム（2007年9月）

相対式ホーム2面2線の交換可能駅である。元々は2面3線ホームを有していたが島式ホームの外側の線を廃止し、現在の相対式ホームとなった。山小屋風の駅舎もあり簡易委託駅となっていたが、2017年3月時点では委託は解除されている。分岐器は、14番両開き（制限速度70 km/h）である。
旧貨物ホーム跡と貨物側線も現存している。トイレは、閉鎖されている。

### のりば
| のりば | 路線    | 方向 | 行先                       |
| ------ | ------- | ---- | -------------------------- |
| 1      | ■土讃線 | 下り | 大歩危・土佐山田・高知方面 |
| 2      | ■土讃線 | 上り | 阿波池田・琴平方面         |

## 駅周辺
- 三縄郵便局
- 徳島県道268号野呂内三縄停車場線
- 徳島県道269号三縄停車場黒沢線
- 黒沢湿原
- 三好橋

## バス路線
駅前にバス停があるものの、経路の関係で三好市営バス1路線しか通過しないため、その他の四国交通・三好市営バスの系統は1つ北側のバス停を利用となる。
三縄駅前
- 三好市営バス漆川線：漆川八幡神社前 / 三好病院玄関前

中西
- 祖谷線：祖谷口・久保（久保方面の一部便は途中のかずら橋で乗り換え）
- 漆川線：漆川八幡神社前
- 白地循環線西回り：白地・池田ダム・阿波池田バスターミナル
- 祖谷線・白地循環線東回り：阿波池田バスターミナル
- 三好市営バス佐野池田線：佐野 / 阿波池田バスターミナル
- 三好市営バス山城線：茂地 / 三好病院玄関前
- 三好市営バス出合線：であい / 三好病院玄関前

## 隣の駅
四国旅客鉄道（JR四国）
■土讃線
■普通
阿波池田駅 (D22) - 三縄駅 (D23) - 祖谷口駅 (D24)